# NOW 10
Now (That's What I Call Music 10) er et dansk opsamlingsalbum udgivet 15. november 2004 i kompilation-serien NOW Music.

## Spor
1. Robbie Williams: "Radio"
2. The Loft: "City Of Dreams"
3. Maroon 5: "She Will Be Loved"
4. Hoobastank: "The Reason"
5. Natasha Bedingfield: "These Words"
6. JoJo: "Leave (Get out)"
7. Julie: "It's A Wonderful Feeling"
8. Dido: "Sand In My Shoes"
9. Joss Stone: "You Had Me"
10. The Black Eyed Peas: "Let's Get It Started"
11. Nik & Jay: "Lækker"
12. Nina Sky: "Move Ya Body"
13. The 411 feat. Ghostface Killah: "On My Knees"
14. Keane: "Everybody's Changing"
15. Avril Lavigne: "My Happy Ending"
16. Bowling for Soup: "1985"
17. Duran Duran: "(Reach Up For The) Sunrise"
18. 3 Doors Down: "Away From The Sun"
19. Scissor Sisters: "Laura"
20. Céline Dion: "You and I"